# Okres Zaháň
Okres Zaháň (Żagań; polsky Powiat żagański) je okres v polském Lubušském vojvodství. Rozlohu má 1131,29 km² a v roce 2020 zde žilo 74 148 obyvatel. Sídlem správy okresu je město Zaháň.

## Gminy
Městské:
- Gozdnica
- Zaháň

Městsko-vesnické:
- Iłowa
- Małomice
- Szprotawa

Vesnické:
- Brzeźnica
- Niegosławice
- Wymiarki
- Zaháň

## Města
- Gozdnica
- Iłowa
- Małomice
- Szprotawa
- Zaháň

## Sousední okresy
| Růžice kompasu | Żary      | Zielona Góra | Nowa Sól  | Růžice kompasu |
| Růžice kompasu | Żary      | Sever        | Głogów    | Růžice kompasu |
| Růžice kompasu | Żary      | Okres Zaháň  | Głogów    | Růžice kompasu |
| Růžice kompasu | Żary      | Jih          | Głogów    | Růžice kompasu |
| Růžice kompasu | Zgorzelec | Bolesławiec  | Polkowice | Růžice kompasu |